# Iglesia de Santa María de la Asunción (Navarrete)
La iglesia de Santa María de la Asunción es una iglesia parroquial ubicada en el casco histórico del municipio de Navarrete (La Rioja). La iglesia de estilo renacentista, se encuentra ubicada en la zona más elevada de la población. Uno de los elementos notables de la iglesia es el altar mayor, de estilo barroco. La iglesia posee tres naves en la configuración de su planta. 

## Historia

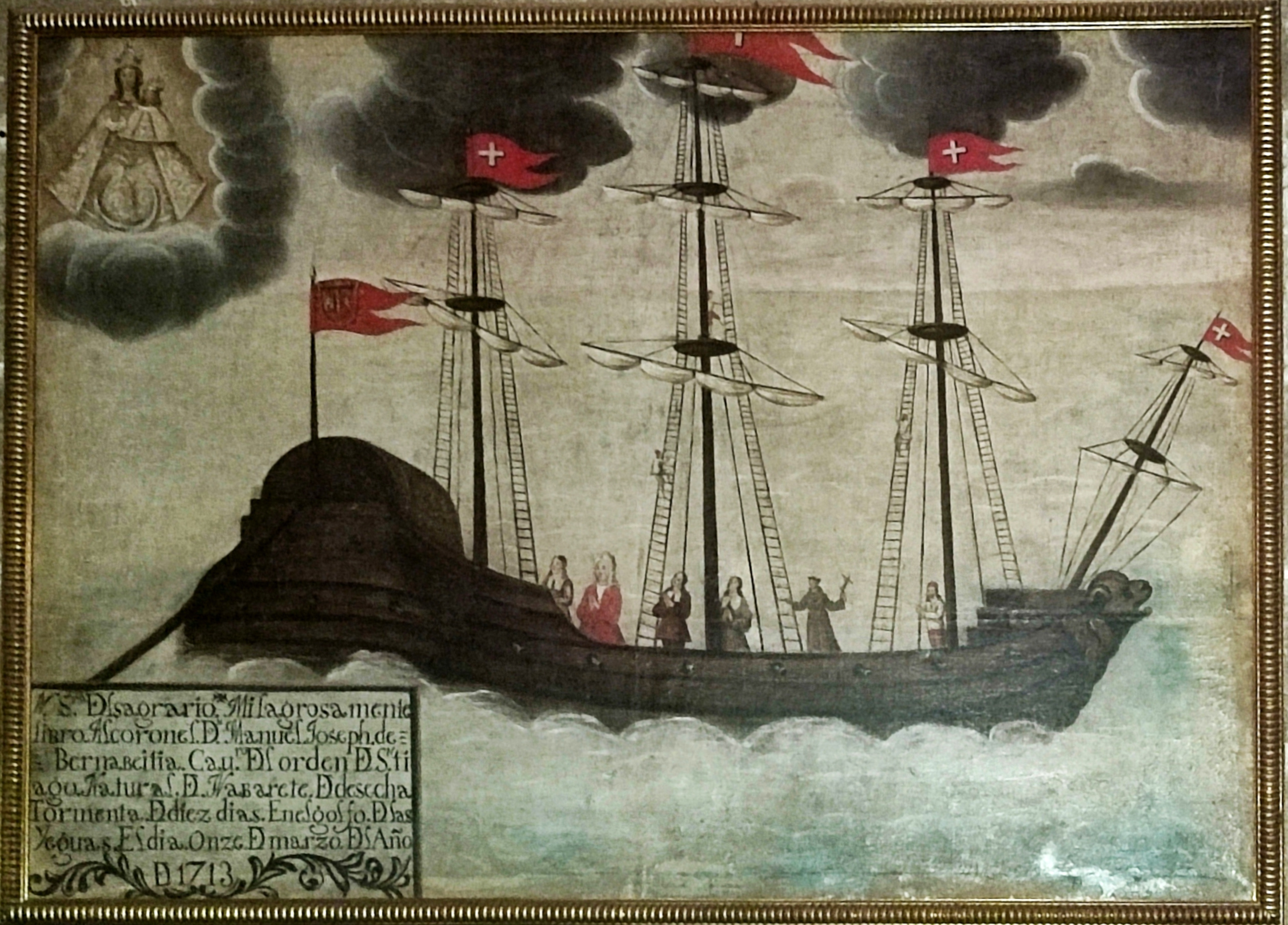
Cuadro que representa un supuesto milagro de Nuestra Señora del Sagrario, sito en la pared sur de la Iglesia de la Asunción

El obispo don Alonso de Castilla proporciona en 1523 licencia para iniciar la construcción de la iglesia. Se produce el derribo de la vieja iglesia (Iglesia Parroquial de Santa María) que se ubicaba en las cercanías del castillo, y se trasladan sus restos a la localización de la nueva. Se contrata a los canteros de Burgos Juan Vallejo y Hernando de Minenza para que realicen trabajos en la cabecera. En 1576 se solicita ayuda económica a la iglesia de Calahorra para que las obras puedan llevar su curso. En el interior destaca un imponente retablo, catalogado dentro de los más grandes del mundo, este ocupa toda la cabecera del templo, fue ejecutado por Fernando de la Peña a lo largo de cuatro años (1694-1698), y reformado posteriormente por José de San Juan y Martín en el año 1713. Ya en el siglo XVIII, el escritor español Gaspar Melchor de Jovellanos en su viaje por la Rioja describe este altar en sus Diarios.
En la Sacristía de la parroquia se custodia un famoso tríptico flamenco del siglo XVI que con regularidad es expuesto en varias exposiciones y también se puede visitar un expositor con rica orfebrería, marfiles y reliquias (de varios santos, de la Santa Cruz y una copia de la Sábana Santa del siglo XVI), testigos de la importancia de Navarrete en los siglos XVII y XVIII.